# Saison 2016-2017 du Toulouse Football Club
Maillots
Chronologie
Saison précédente Saison suivante
La saison 2016-2017 du Toulouse Football Club voit le club s'engager dans trois compétitions que sont la Ligue 1, la Coupe de France et la Coupe de la Ligue.

## Avant-saison

### Tableau des transferts
Après son arrivée à la tête de l'équipe toulousaine à la fin de la saison 2015-2016, et le spectaculaire sauvetage de l'équipe qu'il a réussi, l'entraineur Pascal Dupraz a souhaité réduire le nombre de joueurs dans l'effectif. Le mercato estival est donc géré en conséquence avec quatorze départs pour huit arrivées.

Parmi les quatorze départs, on compte quatre transferts dont ceux d’Étienne Didot, ancien capitaine et au club depuis huit saisons, et Wissam Ben Yedder meilleur buteur du club les trois dernière saisons. Les autres départs sont composés de cinq prêts, un retour de prêt et quatre fins de contrat. Côté arrivées, il s'agit de cinq transferts et de trois prêts.

### Mercato d'été
La période officielle du marché des transferts estival 2016 en France a été fixée par la LFP du 9 juin au 31 août. Mais ces dates ne concernent que les « achats » par les clubs français. Il est possible de vendre ou prêter des joueurs hors de ses dates vers des clubs dont les calendriers diffèrent.
Ainsi le premier mouvement de l'effectif toulousain se fait dès le mois de mai : le défenseur brésilien de vingt-six ans William Matheus est prêté le 23 mai au club brésilien de Fluminense. Néanmoins, le marché des transferts brésilien n'ouvrant que le 20 juin il doit attendre cette date pour pouvoir jouer dans son nouveau club dont la saison commence le 15 mai. Ce prêt intervient après deux saisons où il a participé à 24 rencontres de Ligue 1, et permet au joueur de decouvrir le onzième club de sa carrière.
Le recrutement toulousain commence le 11 juin avec l'arrivée du défenseur central Christopher Jullien en provenance du club allemand du SC Fribourg où il n'a joué qu'un match de Bundesliga en trois ans. Lors de la saison 2015-2016 il était prêté en Ligue 2 à Dijon et a participé activement à la montée du club avec 34 matchs et 9 buts (total remarquable pour un défenseur central). À vingt-trois ans il s'engage avec Toulouse pour quatre ans, et le montant des indemnités de transfert est estimé à 3 M€.
Le mouvement suivant est un départ qui n'en est pas vraiment un. Le milieu polonais Dominik Furman, de retour de prêt en Serie A au Hellas Vérone Football Club, est de nouveau prêté pour un an, au club polonais de Wisła Płock. Il s'agit de son quatrième prêt consécutif depuis janvier 2015, acté dès le 14 juin.
Le mouvement suivant est également un départ, et non des moindres. Après huit ans passés au club et 248 matchs joués sous ses couleurs, Étienne Didot est libéré gratuitement et s'engage avec l'EA Guingamp. À trente-trois ans il signe un contrat de deux ans avec le club breton, son troisième club professionnel après Rennes et Toulouse.
La seconde recrue Toulousaine arrive au club le 21 juin : Jessy Pi milieu de terrain formé à Monaco et prêté les deux saisons précédentes à Troyes en Ligue 2 puis en Ligue 1 pour un total de 81 matchs (et 6 buts). Âgé de vingt-et-un ans, lui aussi s'engage avec Toulouse pour quatre ans et un montant de transfert estimé à 700,000 €.
Fin juin le (second) prêt de Marcel Tisserand arrive à son terme et celui-ci retourne donc à Monaco. Le défenseur congolais de vingt-trois ans y joue un match avant d'être transféré en Bundesliga  au FC Ingolstadt 04.
La fin du mois de juin est aussi marquée par l'échéance des contrats pro non renouvelés et dont les joueurs sont laissés libres : Adrien Regattin, Sana Zaniou, Youssef Ben Ali et Mihai Roman.
Après sept ans passés à Toulouse, Adrien Regattin est laissé libre par le club. Il le quitte après 168 matchs joués et 11 buts marqués. Il cherche un club tout l'été avant de signer le dernier jour du marché des transferts en première division turque avec le club d'Osmanlıspor.
Le jeune attaquant burkinabé de vingt-et-un ans Sana Zaniou, qui est arrivé en janvier 2013, s'engage finalement avec Boulogne en National sans avoir joué une seule minute en Ligue 1 avec Toulouse.
Autre jeune attaquant de vingt-et-un ans, Youssef Ben Ali est également laissé libre. Après avoir signé son premier contrat pro en avril 2015 il n'a joué en tout que quatre bouts de match en Ligue 1 (56 minutes en tout). Fin août il s'engage avec Al Hoceima dans le championnat marocain.
À trente-et-un ans le milieu roumain Mihai Roman arrivé de Bucarest en janvier 2013 repart en Roumanie après avoir participé à seulement cinq matchs avec Toulouse. Il s'engage avec le club de Botoșani en juillet.
Le 13 juillet le jeune milieu de terrain Ibrahim Sangaré de dix-huit ans, international ivoirien, s'engage pour trois ans avec le TFC. Il jouait en Ligue 1 ivoirienne au Denguélé d'Odienné.
Après une saison sans jouer en équipe première, Maxime Spano quitte Toulouse à vingt-et-un ans et s'engage mi-juillet avec le club de Grenoble évoluant en CFA. Arrivé deux ans plus tôt en provenance du club de CFA2 de l'ES Pennoise il n'aura joué en tout que quatre matchs en deux ans et se sera surtout fait remarquer par une expulsion dès la première minute de jeu face à Lille le 14 décembre 2014.
Mis à l'écart pour son comportement par le nouvel entraineur en fin de la saison, Zinédine Machach est prêté à l'Olympique de Marseille le 27 juillet pour un an. Le milieu offensif de vingt ans, 21 matchs et 1 but avec Toulouse, retourne ainsi dans un club où il a déjà évolué dans les équipes de jeunes, entre 2012 et 2014.
Retenu par le président Sadran l'an passé puis lors du mercato d'hiver malgré ses envies de départ, Wissam Ben Yedder est transféré le 30 juillet au FC Seville, triple vainqueur de la Ligue Europa en titre. L'indemnité de transfert est estimée à 9 M€, ce qui parait peu au regard de ses 71 buts inscrits sur les quatre dernières saisons, mais est à mettre en rapport avec le fait qu'il ne lui restait qu'une année de contrat avec Toulouse.
Deux jours plus tard c'est au tour de Jean-Armel Kana-Biyik de quitter le club. Le défenseur camerounais a vu son temps de jeu diminuer au profit de la charnière Diop-Tisserand, et malgré le départ de ce dernier il est transféré vers le club turc de Kayserispor pour un montant estimé à 500 000 €.
Le 3 août le Toulouse FC enregistre sa première recrue expérimentée en la personne d'Ola Toivonen. Acheté (entre 500 000 € et 1,5 M€ suivant les sources, voire gratuitement) au Stade Rennais l'attaquant international suédois de trente ans s'engage pour trois ans avec Toulouse.
Toulouse engage le 8 août une cinquième recrue, encore un jeune joueur, en la personne d'Édouard Odsonne, attaquant de dix-huit ans et espoir du Paris Saint-Germain qui est prêté à Toulouse pour la saison.
Le 21 août c'est au tour du milieu de terrain international suédois Jimmy Durmaz de s'engager pour trois ans avec Toulouse. Transféré pour 2,5 M€ depuis l'Olympiakos, le gaucher de trente ans n'arrive pas au Stadium en terrain complètement inconnu puisqu'il y a joué quelques semaines plus tôt dans le cadre de l'Euro contre l'Italie. Il retrouve à Toulouse son coéquipier en équipe nationale et ex-coéquipier à Malmö Ola Toivonen.
Enfin le dernier jour du mercato toulousain est très riche, avec deux arrivées et deux départs.
Le défenseur gabonais Musavu-King Yrondu, vingt-quatre ans, est prêté un an à Toulouse. Déjà prêté en Ligue 1 l'an passé à Lorient par Grenade, il a d'abord été transféré en Serie A à l'Udinese avant d'être prêté dans la foulée. Il a donc connu, même éphémèrement, quatre clubs en deux mois.
Dernière recrue toulousaine, le milieu de terrain belge Dodi Lukebakio. À dix-huit ans il est prêté un an par Anderlecht .
Le même jour le défenseur central serbe Uroš Spajić fait le voyage inverse : il est prêté par Toulouse à Anderlech. Arrivé en 2013 il avait effectué une première saison complète, avant que les blessures puis l'éclosion de la paire Diop-Tisserand ne lui fasse perdre sa place.
Enfin l'attaquant serbe Aleksandar Pešić est prêté à Atalanta Bergame. Après 65 matchs et 8 buts en deux saisons, mais seulement 31 titularisations et surtout seulement deux buts lors de l'exercice 2015-2016 l'international serbe espoir de vingt-quatre ans découvre un cinquième championnat.

### Mercato d'hiver
La période officielle du marché des transferts hivernal 2017 en France a été fixée par la LFP du 1er janvier au 31 janvier. Mais ces dates ne concernent que les « achats » par les clubs français. Il est possible de vendre ou prêter des joueurs hors de ses dates vers des clubs dont les calendriers diffèrent.
Le recrutement toulousain commence le 23 janvier avec l'arrivée de l'attaquant  Corentin Jean en provenance de l'AS Monaco FC pour un prêt sans option d'achat.
Le 28 janvier 2017, après plusieurs jours de pourparlers, Andy Delort en provenance des Tigres UANL, et s'engage officiellement avec Toulouse, sous la forme d'un contrat de quatre ans, et pour un montant d'environ six millions d'euros.
Le 1er février 2017, William Matheus, quitte le Toulouse FC et s'engage officiellement avec le club Brésilien du Coritiba , sous la forme d'un contrat de trois ans.

## Matchs

### Matches amicaux
Les joueurs du Toulouse FC ont repris le chemin de l'entraînement, le mardi 28 juin 2016. La préparation a notamment été ponctuée par un stage de préparation du 16 au 23 juillet à Hendaye au Pays basque, ainsi que par cinq matchs disputés face à des adversaires nationaux et internationaux.

### Détails des matchs

#### Classement
| Rang | Équipe                 | Pts | J  | G  | N  | P  | Bp | Bc | Diff |
| ---- | ---------------------- | --- | -- | -- | -- | -- | -- | -- | ---- |
| 11   | LOSC Lille             | 46  | 38 | 13 | 7  | 18 | 40 | 47 | −7   |
| 12   | Angers SCO             | 46  | 38 | 13 | 7  | 18 | 40 | 49 | −9   |
| 13   | Toulouse FC            | 44  | 38 | 10 | 14 | 14 | 37 | 41 | −4   |
| 14   | FC Metz P              | 43  | 38 | 11 | 10 | 17 | 39 | 72 | −33  |
| 15   | Montpellier Hérault SC | 39  | 38 | 10 | 9  | 19 | 48 | 66 | −18  |